# 고양예술고등학교
고양예술고등학교(高陽藝術高等學校)는 대한민국 경기도 고양시 일산서구 덕이동에 있는 사립 고등학교이다.

## 학교 연혁
- 1969년 10월 6일 : 학교법인 고양학원 설립인가
- 1969년 10월 6일 : 설립자 겸 초대 이사장 송준화 선생 취임
- 1969년 11월 7일 : 고양여자중학교 설립인가
- 1970년 3월 5일 : 고양여자중학교 개교(2학급 97명)
- 2001년 9월 20일 : 학교 이전(고양시 일산서구 일산동 산18-15에서 동 덕이동 산199번지로 이전)
- 2002년 5월 1일 : 식당동 증축 개관
- 2005년 1월 21일 : 윤송관 증축 개관(체육관 및 도서관)
- 2005년 10월 12일 : 고양예술고등학교 설립인가(4개과 18학급) (문예창작과 3학급, 무용과 3학급, 미술과 6학급, 음악과 6학급 계 18학급)
- 2006년 2월 28일 : 고양여자중학교 폐교(제34회 졸업생누계 9,330명) (고양예술고등학교로 전환)
- 2006년 3월 1일 : 고양예술고등학교 개교(제1회 입학식 4개과 6학급 222명)
- 2006년 3월 1일 : 제1대 교장 안병섭 선생 취임
- 2007년 4월 16일 : 기봉관(실습실) 증축 개관, 윤송관 개조(음악실습실) 개관
- 2009년 2월 12일 : 제1회 졸업식(224명)
- 2009년 6월 13일 : 학과개편 (연기과 3학급 증설) (문예창작과 3학급, 연기과 3학급, 무용과 3학급, 미술과 6학급, 음악과 6학급 계 21학급)
- 2010년 3월 25일 : 조소실습실동 증축 개관
- 2019년 9월 17일 : 제4대 이사장 취임(이사장 정치학박사 송용운)
- 2022년 2월 10일 : 제14회 졸업식(266명, 누계 3,647명)
- 2022년 3월 9일 : 제17회 입학식(1학년 7학급 270명)
- 2022년 9월 1일 : 제4대 교장 김성기 선생 취임

## 설치 학과
- 무용과
- 음악과
- 미술과
- 문예창작과
- 연기과

## 참고 자료
- 고양예술고등학교 - 한국교육학술정보원 학교알리미